# はなしはそれからだ
『はなしはそれからだ』は、2015年2月25日、GIZA studioから発売された、植田真梨恵のメジャー1枚目のフル・アルバム。

## 内容
初回限定盤にはインディーズ時代の楽曲を含む歴代のビデオクリップ全作品をコンパイルしたDVD「植田真梨恵 PV collection -2010 / 2014-」が同梱された。「FRIDAY」は江崎グリコ「コロン」グリコビジョン渋谷ヴァージョンCMソング。

## 収録曲
全曲　作詞・作曲：植田真梨恵
CD
1. Intro
2. FRIDAY
編曲：いっせーのーせ
3. 彼に守ってほしい10のこと
編曲：いっせーのーせ
4. hanamoge
編曲：麻井寛史
5. 支配者
編曲：麻井寛史
6. 昔の話
a. guitar：植田真梨恵
7. a girl
編曲：いっせーのーせ（ストリングスアレンジ：西村広文）
8. プリーズプリーズ
編曲：いっせーのーせ
9. ペースト
編曲：麻井寛史
10. ザクロの実
編曲：いっせーのーせ
11. 泣いてない
編曲：徳永暁人
12. カルカテレパシー
編曲：いっせーのーせ
13. さよならのかわりに記憶を消した 
編曲：植田真梨恵

DVD
1. 未完成品
2. ミルキー <full ver.>
3. センチメンタリズム
4. 心と体
5. 彼に守ってほしい10のこと
6. ザクロの実

## レコーディング参加
- 岡本仁志 - ギター
- 麻井寛史（Sensation） - ベース
- 徳永暁人（doa） - ベース
- 車谷啓介（Sensation） - ドラム
- 西村広文 - ピアノ